# Katie Kirk
Katie Kirk (ur. 5 listopada 1993) – brytyjska lekkoatletka specjalizująca się w biegach sprinterskich. 
Na igrzyskach Wspólnoty Narodów w 2010 odpadła w eliminacjach biegu na 400 metrów oraz w sztafecie 4 x 400 metrów. W 2011 podczas mistrzostw Europy juniorów indywidualnie zajęła piątą lokatę w biegu na 400 metrów, a wraz z koleżankami sięgnęła po złoty medal w biegu rozstawnym 4 x 400 metrów. 
Była jednym z siedmiorga brytyjskich młodych sportowców, którzy zapalili znicz olimpijski podczas ceremonii otwarcia igrzysk olimpijskich w Londynie (2012).
Rekord życiowy: bieg na 400 metrów – 53,69 (26 czerwca 2011, Bedford).